# علي خلفان المنصوري
علي خلفان المنصوري سياسي ودبلوماسي قطري، سفير سابق ويتقلد حاليا منصب المندوب الدائم لدولة قطر لدى مكتب الأمم المتحدة في جنيف، ولد المنصوري في الدوحة بتاريخ 10 مايو 1969م، بدأ حياته الدبلوماسية بإلتحاقه بالعمل في وزارة الخارجية من خلال مشاركته العمل في بعض البعثات الدبلوماسية لدولة قطر فاكتسب خبرات متراكمة طوال سنين الخدمة الطويلة، وحصل على عدة ترقيات حتى وصل درجة سفير فأصبح سفير في كل من الدول أهمها النمسا وسلوفينيا.

## حياته العملية
- عمل في سفارة دولة قطر في الرياض خلال الفترة 1993– 1998م.
- شارك في دورة تدريبية في المعهد الدبلوماسي في واشنطن – الولايات المتحدة الأمريكية خلال عامي 1999– 20011م.
- سفارة دولة قطر في دكا – جمهورية بنغلاديش الشعبية خلال الفترة 2003– 2007م.
- مممثل دولة قطر لدى جمهورية النمسا الاتحادية خلال الفترة 2007– 2013م.
- الممثل الدائم لدولة قطر لدى الوكالة الدولية للطاقة الذرية ومنظمة الحظر الشامل للتجارب النووية خلال الفترة 2010– 2016م.
- قنصل عام لدولة قطر في بنغازي – ليبيا في عام 2012م.
- المندوب الدائم لدولة قطر لدى مكتب الأمم المتحدة المعني بالمخدرات والجريمة  ومنظمة الأمم المتحدة للتنمية الصناعية في فينا خلال الفترة 2013– 2016م.[2]
- سفير فوق العادة مفوض لدى جمهورية النمسا خلال الفترة من نوفمبر 2013 – ديسمبر 2016م.
- سفير فوق العادة مفوض «غير مقيم» لدى كل من سلوفينيا وسلوفاكيا خلال الفترة من يناير ٢٠١٥ – ديسمبر 2016م.
- المندوب الدائم لدولة قطر لدى مكتب الأمم المتحدة والمنظمات الدولية الأخرى في جنيف منذ 9 يناير 2017م.[3]